# Orobanche riparia
Orobanche riparia är en snyltrotsväxtart som beskrevs av L.T.Collins. Orobanche riparia ingår i släktet snyltrötter, och familjen snyltrotsväxter. Inga underarter finns listade i Catalogue of Life.